# Chionodes retiniella
Chionodes retiniella is een vlinder uit de familie van de tastermotten (Gelechiidae). De wetenschappelijke naam van de soort is voor het eerst geldig gepubliceerd in 1920 door William Barnes en August Busck.
De soort komt voor in de naaldwouden in het westen van de Verenigde Staten (onder meer in de staten Washington, Californië en Nevada) en Brits-Columbia (Canada). De typelocatie is "Verdi (Nevada)". De rupsen zijn mineerders van de naalden van de ponderosaden (Pinus ponderosa).